# Boronia citriodora
Boronia citriodora là một loài thực vật có hoa trong họ Cửu lý hương. Loài này được Gunn ex Hook.f. mô tả khoa học đầu tiên năm 1855.

## Hình ảnh

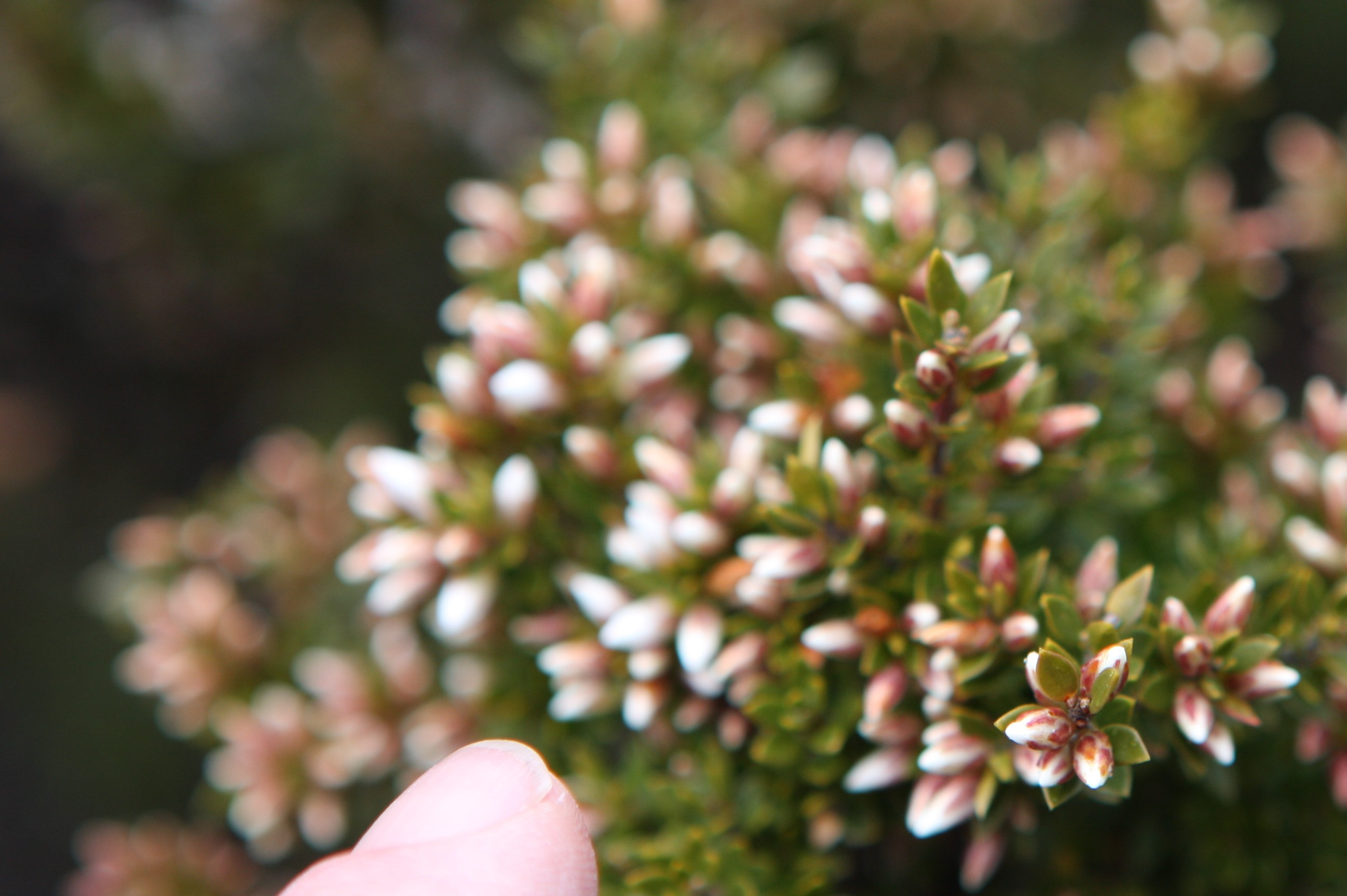